# Acmaeodera rubronotata
Acmaeodera rubronotata är en skalbaggsart som beskrevs av François Louis Nompar de Caumont de Laporte och Hippolyte Louis Gory 1835. Acmaeodera rubronotata ingår i släktet Acmaeodera och familjen praktbaggar. Inga underarter finns listade i Catalogue of Life.